# クラーク・スペンサー
クラーク・スペンサー（Clark Spencer, 1963年4月6日 - ）は、アメリカ合衆国の映画プロデューサー、実業家、スタジオ・エグゼクティブである。ウォルト・ディズニー・アニメーション・スタジオでの働きで知られる。

## 来歴
ワシントン州シアトルで生まれ、オレゴン州ポートランドのウッドロウ・ウィルソン高校を卒業する。1985年にハーバード大学で歴史の学位を得て卒業する。 1993年にウォルト・ディズニー・フィーチャー・アニメーションに入社し、企画課長を務めた後に財務部と事業部の上級副社長となる。さらにフロリダのアニメ部門の社長となり、2002年の『リロ・アンド・スティッチ』でプロデューサーを務める。この他に『ボルト』、『くまのプーさん』、『シュガー・ラッシュ』、『ズートピア』などをプロデュースしている。

## フィルモグラフィ
- リロ・アンド・スティッチ Lilo & Stitch (2002) 製作
- ルイスと未来泥棒 Meet the Robinsons (2007) 製作総指揮
- ボルト Bolt (2008) 製作
- ライノ! Super Rhino (2009) 短編、製作
- Let It Begin (2009) 短編、製作
- 塔の上のラプンツェル Tangled (2010) 製作
- くまのプーさん Winnie the Pooh (2011) 製作
- シュガー・ラッシュ Wreck-It Ralph (2012) 製作
- ズートピア Zootopia (2016) 製作
- シュガー・ラッシュ:オンライン (2018) 製作